# Zosimeidae
Zosimeidae zijn een familie van eenoogkreeftjes. De wetenschappelijke naam van de familie werd voor het eerst geldig gepubliceerd in 2003 door Seifried.

## Taxonomie
De volgende geslachten zijn bij de familie ingedeeld:
- Acritozosime Kim & Lee, 2021[2]
- Heterozosime Kim & Lee, 2021[2]
- Peresime Dinet, 1974
- Pseudozosime Scott T., 1912
- Zosime Boeck, 1873